# Psalm 129

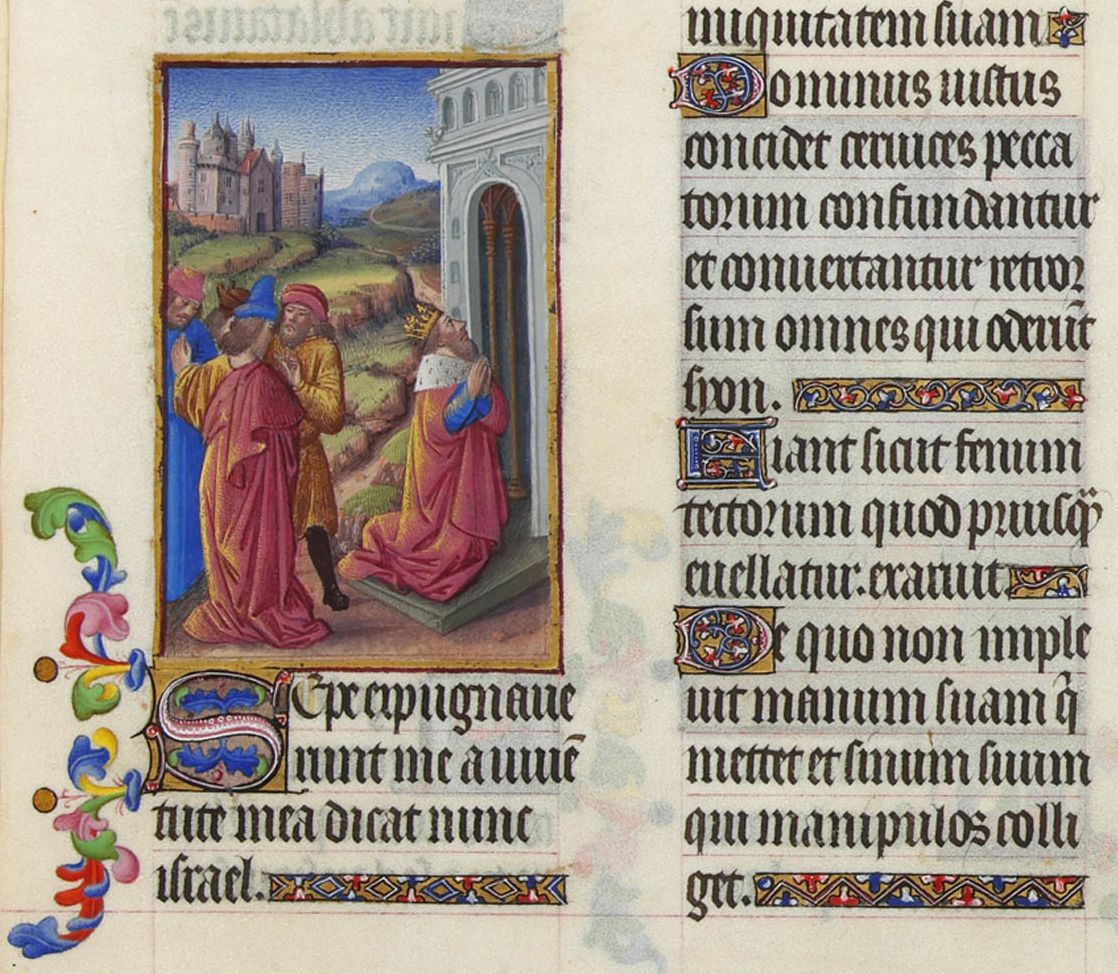
Illustration am Beginn des Psalms in der Handschrift Très Riches Heures aus dem 15. Jahrhundert

Der 129. Psalm (nach der griechischen Zählung der Septuaginta, die auch von der lateinischen Vulgata verwendet wird, der 128. Psalm) ist ein biblischer Psalm aus dem fünften Buch des Psalters. Er wird durch den ersten Vers, wie alle Psalmen von Psalm 120 bis einschließlich Psalm 134, als Wallfahrtslied bezeichnet. Der so übersetzte Begriff deutet wohl auf „Stufen“ hin, was vielfach auf die Stufen zum Tempel bezogen wird. Basierend darauf folgt die Interpretation, dass diese Psalmen bei Wallfahrten nach Jerusalem gesungen wurden.

## Inhalt
Der Psalm gehört zur Gruppe der Danklieder des Volkes. Das Volk Israel wird in diesem Psalm dazu aufgefordert sich daran zu erinnern welche Hilfe es durch Gott erfahren hat und Gott dafür zu preisen. Der Psalm hat insofern eine gewisse Ähnlichkeit mit Psalm 124. Der zweite Teil deutet an, dass auch in der Gegenwart des Psalmbeters wieder Bedrückungen auf dem Volk Israel lasten. Den Abschluss bildet ein priesterlicher Segen.